# Изола - Пелегрина (Кунео)
Изола - Пелегрина је насеље у Италији у округу Кунео, региону Пијемонт.
Према процени из 2011. у насељу је живело 22 становника. Насеље се налази на надморској висини од 360 м.